# Остров (мультфильм)
«Остров» — советский короткометражный рисованный мультипликационный фильм режиссёра Фёдора Хитрука 1973 года. Антиутопия «о человечке, который никак не может спастись с крошечного необитаемого острова».

## Сюжет
Мультфильм повествует о попавшем на остров робинзоне, который никак не дождётся помощи от проходящих мимо судов, действующих только в своих целях. В сатирической манере высмеивается капиталистическое общество, которому безразлична судьба человека, попавшего в беду.

## Создатели
| автор сценария и режиссёр | Фёдор Хитрук                                                                                            |
| художники-постановщики    | Владимир Зуйков, Эдуард Назаров                                                                         |
| композитор                | Шандор Каллош                                                                                           |
| оператор                  | Михаил Друян                                                                                            |
| звукооператор             | Георгий Мартынюк                                                                                        |
| мультипликаторы:          | Александр Мазаев, Иван Давыдов, Владимир Пальчиков, Наталия Богомолова, Виктор Лихачёв, Татьяна Фадеева |
| ассистент режиссёра       | Нина Орлова                                                                                             |
| монтажёр                  | Изабелла Герасимова                                                                                     |
| редактор                  | Раиса Фричинская                                                                                        |
| директор картины          | Любовь Бутырина                                                                                         |

## История создания
«Остров» придуман на полной импровизации. Сначала предполагалось сделать фильм «Дикий Запад» о США, были даже выделены деньги. Однако начавшаяся разрядка свернула этот проект, вынудив режиссёра написать сценарий под имеющиеся средства. Тогда художники-постановщики Эдуард Назаров и Владимир Зуйков однажды вечером сели и начали придумывать разные истории о современном Робинзоне, из которых Хитрук выбрал самые подходящие.
Первый монтаж мультфильма показался режиссёру скучным и затянутым. Ситуацию спас монтажный стол в просмотровой Союзмультфильма, Хитрук случайно надавил на педаль быстрой перемотки и плёнка побежала в полтора раза быстрее. После этого звуковую дорожку ускорили и убрали лишние кадры в монтаже.
Все звуки в фильме сделаны съёмочной группой. Плеск и свист записали Эдуард Назаров и Владимир Зуйков: стоя перед микрофоном, они дули в тарелки с водой и свистели.
В 2002 году выпущен на VHS и компакт-дисках Video CD в коллекции «Мастера Русской анимации» с английскими субтитрами, на DVD — Masters of Russian Animation Volume 2. Мультфильмы в сборнике: «Времена года», «Балерина на корабле», «Сеча при Керженце», «Калейдоскоп-71: Шкаф», «Бабочка», «Остров», «Лиса и заяц», «Цапля и журавль», «Ёжик в тумане», «Журавлиные перья», «Полигон» и «Контакт».

## Награды
- 1974 — IX МФ к/м фильмов в Кракове — Гран-При «Золотой Дракон Вавеля»; Денежная премия; Диплом СИДАЛЬК;
- 1974 — XXVII КФ в Канне — Гран-При «Золотая пальмовая ветвь за короткометражный фильм»;
- 1974 — VII Всесоюзный кинофестиваль в Баку — Вторая премия по разделу мультипликационных фильмов
- 1976 — Государственная премия СССР